# 水豚
水豚（學名：Hydrochoerus hydrochaeris，英语俗名：Capybara），昵称水豚君、百斤大老鼠、卡皮巴拉、卡比巴拉，是水豚屬下僅存的兩種生物之一。牠是一種半水栖的食草動物，也是世界上體型最大的齧齒類動物。原產於南美洲除了智利以外的所有稀樹草原和叢林中。
水豚是高度社會化動物，最大的水豚群數量可達100頭，但一般在10至20頭之間。雖然因其肉及毛皮有利用價值而遭到捕獵，但該物種依然無危。

## 分類

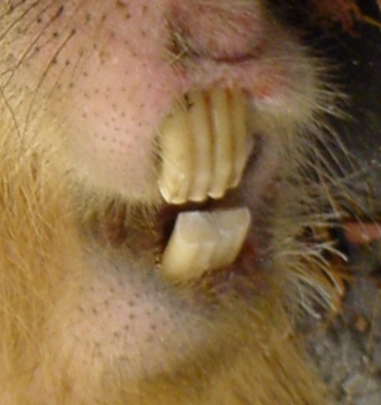
水豚的牙齒

水豚現屬於豚鼠科下的水豚亞科，不過之前和其滅絕的其他親緣種都列在水豚科（Hydrochoeridae）之下。2002年，分子系統發生研究顯示水豚屬和岩豚鼠屬有極其相近的關係，因此將二者一起劃在了豚鼠科中。不過古生物分類還依然採用舊的方法。同時，其遠古近親的分類地位也一直不甚穩定，迄今為止有許多種已被移到了其他的科下。究其原因，主要是水豚及其親緣動物的臼齒在不同種之間差異太大。例如曾經根據不同的臼齒劃出過四屬七種不同生物，但後來確信它們只是不同年齡段的Cardiatherium paranense而已。
水豚的種加詞hydrochaeris和屬名一樣，都是來自希臘語ὕδωρ（hydor ：水）和χοίρος（choiros：豬）。

## 描述
水豚的身體笨重，呈桶狀，其口鼻較鈍較短，耳目偏上。身體上部份皮毛為紅褐色，下部呈黃褐色。與其他齧齒動物最大的不同之處在於其汗腺可以在體表有毛髮處找到。身體下方毛髮稀少，針毛較為濃密。成年的水豚體長可達107至134（3.51至4.40英尺），肩高50至64（20至25英寸），一般重約45公斤（或100磅）。委內瑞拉洛斯亞諾斯地區的水豚是個例外，其體重一般在50公斤（或110磅）左右。雌性水豚一般比雄性更重，有記錄的最重的野生雌性水豚發現於巴西，體重可達91（201磅）公斤；最大的野生雄性則發現於烏拉圭，重達73.5（162磅）公斤。
水豚的齒式為1.0.1.31.0.1.3。其足部有蹼，可協助游泳，尾巴已經退化，只剩下一點點痕跡。水豚的後腿比前腿稍長，分別有三趾和四趾。

## 生態

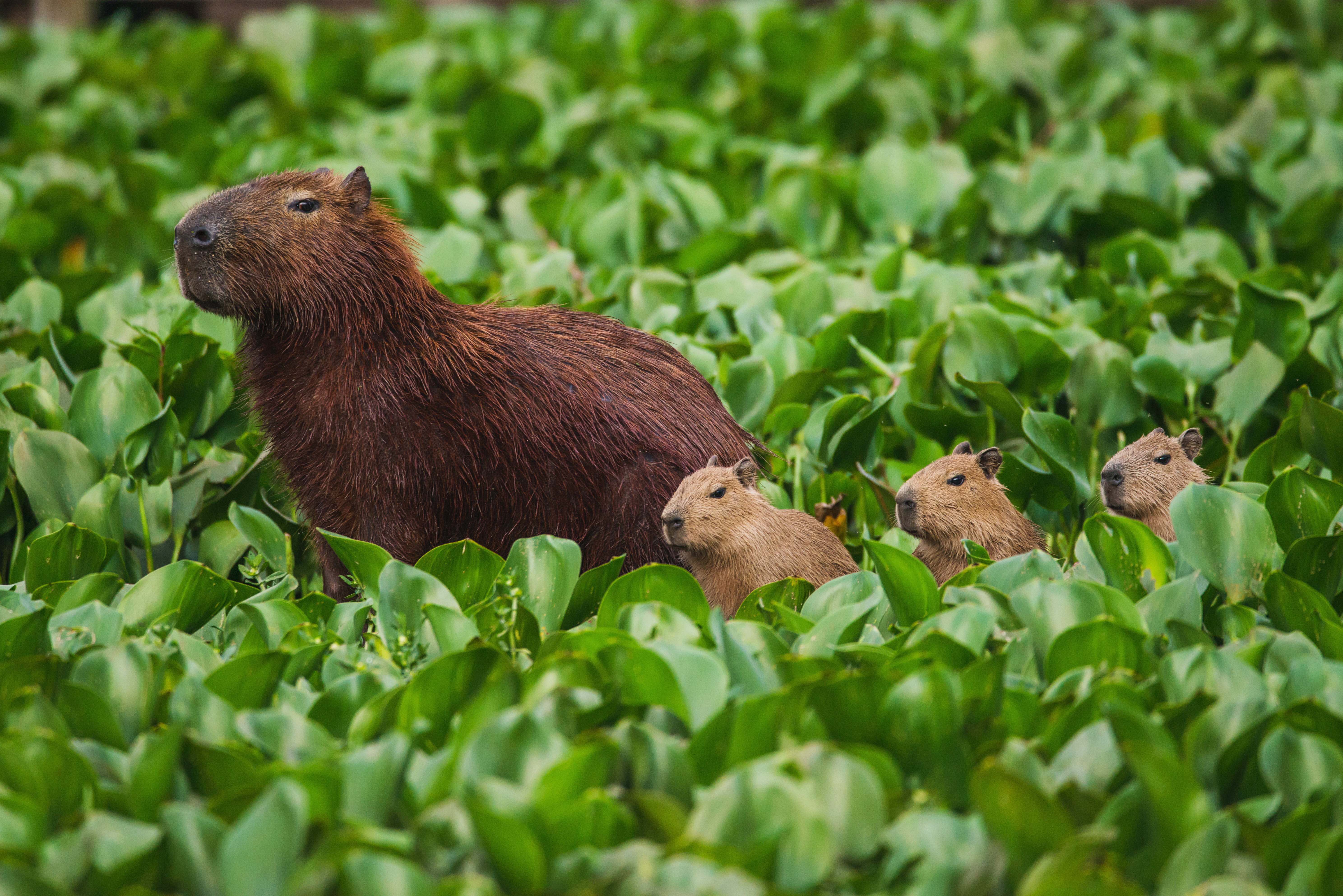
圣保罗铁特河一处环境保护区的一群水豚

水豚是一種半水生動物，在智利以外的所有南美洲國家中可發現。在靠近水域的密林中生活，一些稀樹草原上也可以見到它們的蹤跡。它們群居於巢穴周邊10公頃的範圍內，密度很大。
一些從籠中逃脫的水豚也發現於世界其他地區的水域附近。雖然沒有確切的數量統計，但擁有最多水豚的非南美洲地區可能是美國佛羅里達州。2011年，有人在加利福尼亞州中部沿海也目擊到了水豚。

### 食物

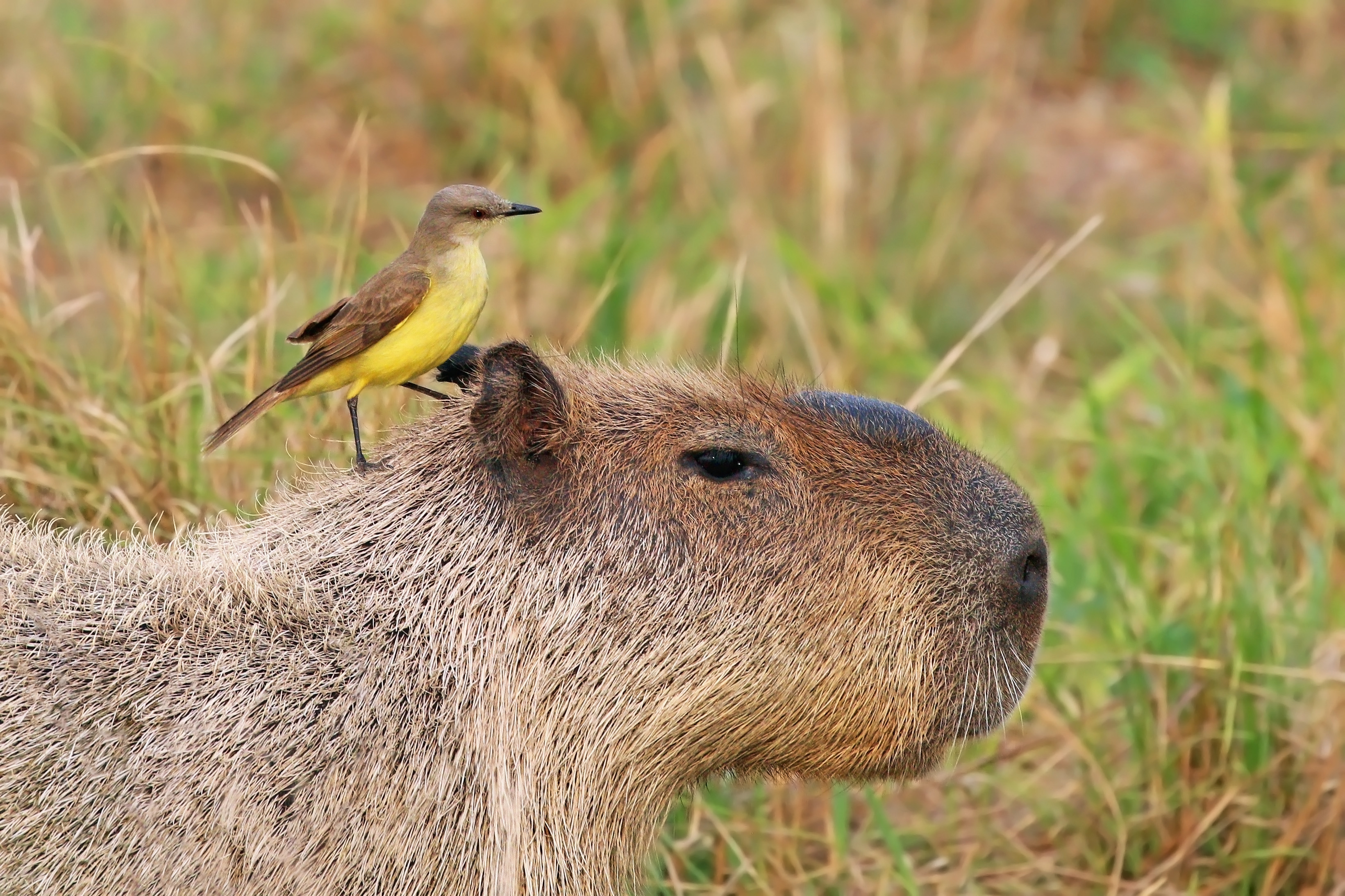
牛霸鹟和水豚

水豚是食草動物，主要以草、水生植物、樹皮和果實為食。水豚十分挑食，常常只吃一種而分毫不動周邊的其他植物。但是旱季因為食物減少，其食譜便随之擴大。所以不同于主要吃草的雨季，旱季也會食用蘆葦。其下頜不能垂直移動，因此只能前後咀嚼。水豚也會食糞，它們會吃掉自己的排遺物以維持腸道菌群的數量，保持正常消化纖維素，並再次吸收營養。此外牠們也懂得反芻。和其他的齧齒動物一樣，水豚的門齒會不斷增長以抵消食草導致的磨損。實際上它們的頰齒也會不停增長。
與其近親天竺鼠一樣，水豚自身不能合成維他命C，因此很容易由齒齦病而誘發壞血病。
野生水豚的預期壽命在8至10年之間，但因為是南美許多食肉動物的捕獵對象，致使水豚的平均壽命實際低於四年。水豚是美洲豹、美洲獅等大型貓科動物的主要獵物，也是角雕、凱門鱷、綠森蚺和食人魚等非哺乳動物捕食者的食物來源。

## 自然歷史

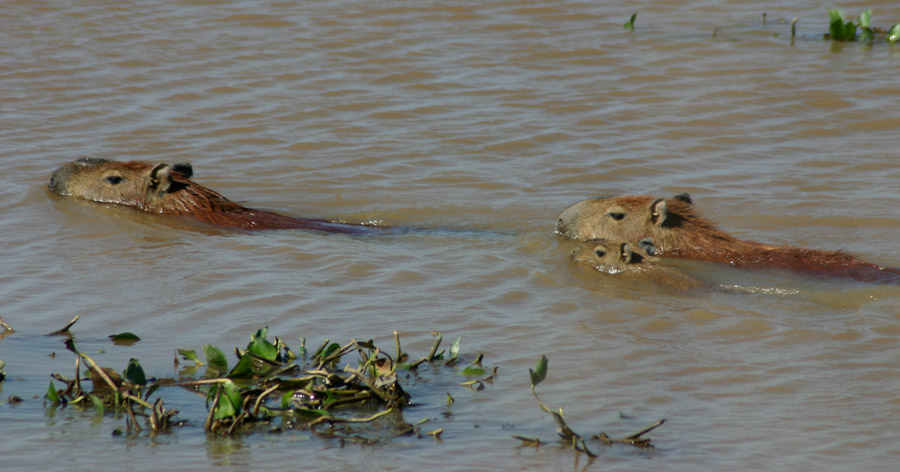
一家在游泳的水豚

水豚是群居動物，但有時候也會獨自生活。一般的水豚群個體數量在10至20頭之間，其中二至四隻是成年雄性，四至七隻為成年雌性，剩餘為幼崽。旱季的水豚群個體數量會增加，達到50至100隻，并聚集在水源附近。雄性的地位明顯等級化，處於領導地位的水豚比其他個體更重，但除去這隻領頭水豚之外，其他水豚之間的等級並不以體重相區分。領頭水豚會被其他水豚圍在群體中央，並可以得到最好的資源。水豚的等級觀念在幼年玩耍時就已經開始形成。
水豚一般都很喧嚷，通過聲音交流來建立互相之間的聯繫。當受到威脅或雌性在哺育時，它們可以發出狗樣的吠聲。這種生物有兩個不同的氣味腺，分別位於鼻子和肛門附近。兩性都有氣味腺，但雄性鼻部腺體更大，肛腺更易張開，其兩側的毛髮也可以分開來。他們會從這些腺體分泌出透明物質，將其塗抹到附近的植物上。這些物質散發出特殊的氣味，可以持續很長時間并會被別的水豚識別出來。此外雄性也會用尿液來散佈其氣味，雌性則較少如此做。實際上，雌性整體做標記的頻率都要低於雄性，它們一般在雨季的發情期才會這麼做。此外，雄性也會對雌性進行標記。

### 繁殖

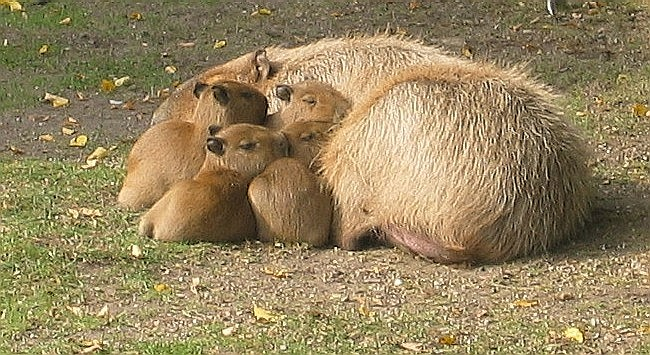
母水豚和四隻幼崽

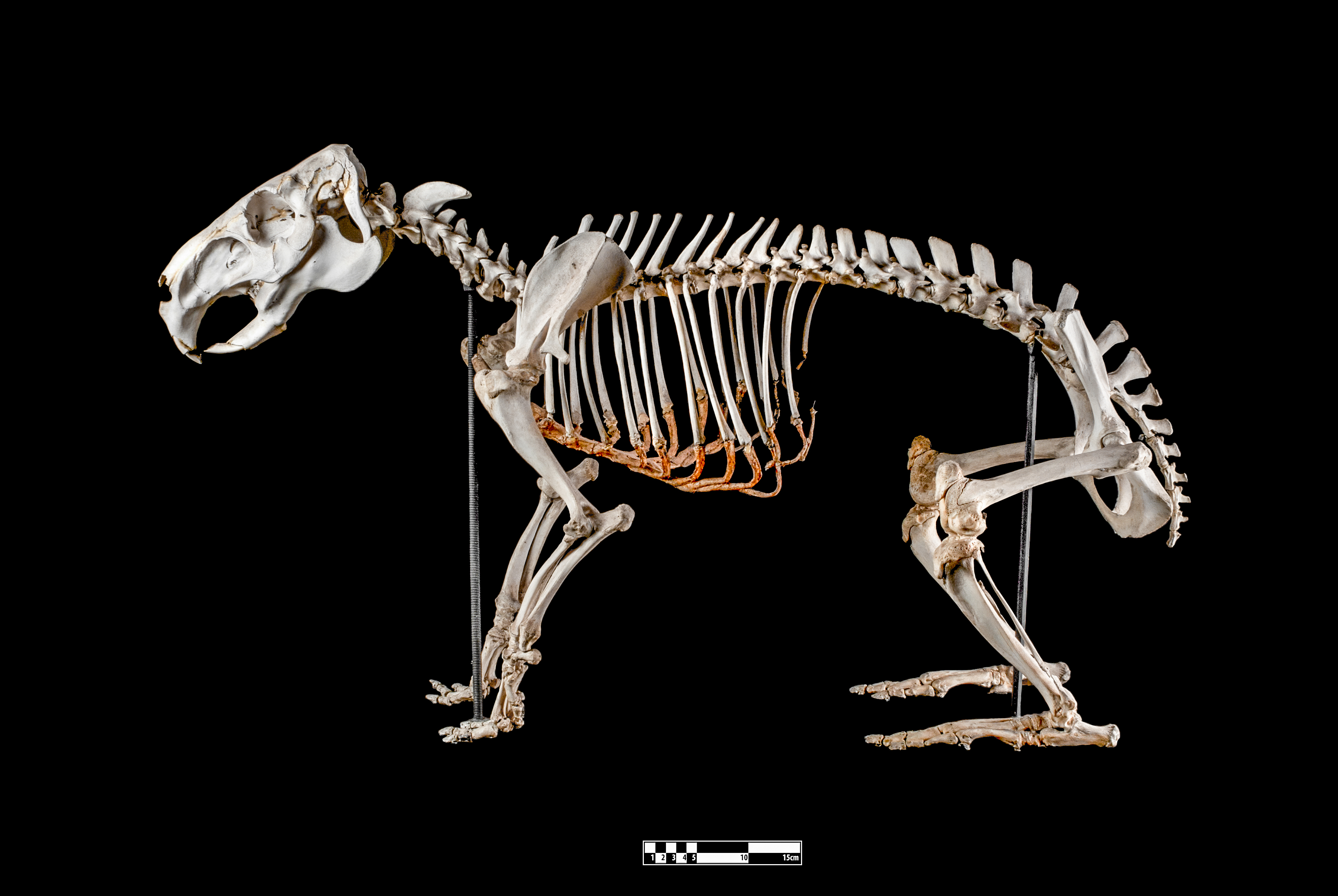
水豚的骨架

水豚在1.5歲、體重到30—40（66—88磅）時達到性成熟。發情期的雌性氣味發生變化，雄性在察覺之後就會對其發起追求。交配時，雌性一般擁有選擇權。雌性會用鼻子發出哨聲以表達對雄性的不滿。它们的交配地點只會在水中，若雌性改變主意，便會游回岸上。水豚群中佔據領導地位的雄性水豚對雌性有佔有欲，但一般不能保證其他雄性不會和雌性交配。雖然其交配次數確實比其他水豚更加頻繁，但總體上依舊是其他水豚的交配次數居多。水豚精子的壽命比其他所有齧齒動物都長。
水豚的懷孕期持續130至150日，一般將生出四頭以下的幼崽，實際的數量在一至八頭間變動。幼年體出生在陸地上，數小時後雌水豚返回族群，幼崽將能夠自主行動後加入水豚群。一星期內幼年水豚就可以吃草了，但一般在十六個星期內都會接受哺乳。哺乳它們的並不一定是親生母親。哺育季在不同地區也有區別，委內瑞拉的水豚在四月至五月間哺育幼崽，巴西馬托格羅索州水豚的哺育季則在十月至十一月間。

### 活動
陸地上水豚的奔跑速度可以與馬相較，水中身形也很靈活，是出色的游泳者。為躲避捕食者，最多可以在水下待五分鐘之久。水豚甚至可以在水中顛簸著睡覺，在炎熱的午後，水豚可能會下到水中一直待到傍晚。因此水豚只是在這之後與黎明時分覓食。

## 與人類的關係
水豚不属受威脅物種，因為繁殖很快，它們的種群數量在南美洲大多數地區都很穩定，只有少數地區因為狩獵的緣故開始減少。
水豚曾經是人類大肆捕獵的对象。因为水豚的毛皮柔顺而且防水，带着点状斑纹，是上等的毛皮品种，可用于制作衣物、皮包、皮带、皮靴、莫卡辛鞋等:192。雖然一些地區的人認為其肉不可食用，但是也有人確實將其當作重要的蛋白質來源。在以委內瑞拉為主的地區，大齋節和聖週時雖然應該齋戒，但是當地的天主教會會特別允許人們食用水豚肉。水豚脂油被认为有治疗哮喘的功效，因此也有为其脂肪而捕杀水豚:192。还有的水豚是因為與家畜出現競爭而遭人類獵殺。不過也有的地方會專門放養水豚以保護生態。现今南美洲一些地区大规模饲养水豚，以满足皮毛、肉食等需求，但野生的捕猎仍在继续:720。
由於性情溫和，可以近距離接觸，水豚成為動物園中的常客，飼養條件下的水豚壽命可達12年。歐洲動物園和水族館協會要求英國奧爾弗里斯頓的德魯西拉動物園（Drusillas Zoo Park）記錄所有歐洲人工飼養的水豚的出生、死亡和活動訊息。但亦有零星個案指動物園內發情期的水豚攻擊小孩的報導。

## 外部連結
- Alan Taylor. . The Atlantic. 29 Nov 2018  [2021-02-13]. （原始内容存档于2021-04-06）.
- 維基物種上的相關：水豚
- Animal Diversity Web Hydrochoerus hydrochaeris （页面存档备份，存于）
- Capybara information （页面存档备份，存于）